# Смыкалова, Валентина Ивановна
Валентина Ивановна Смыкалова — советский хозяйственный и государственный деятель, лауреат Государственной премии СССР за выдающиеся достижения в труде.

## Биография
Родилась в 1942 году в Харьковской области Украинской ССР. Член КПСС.
Окончила курсы механизаторов.
В 1959—1963 годах — рабочая Харьковской меховой фабрики.
В 1963—1970 — штукатур-маляр на строительстве колхозов в Кустанайской области Казахской ССР.
В 1970—1997 — механизатор широкого профиля, бригадир женской комсомольско-молодежной бригады, бригадир тракторно-полеводческой бригады совхоза «Львовский» Державинского района Тургайской области Казахской ССР.
Депутат Верховного Совета СССР 10-го созыва.
За получение высоких и устойчивых урожаев зерновых и масличных культур на основе эффективного использования достижений науки, передовой практики и новых форм организации труда была в составе коллектива удостоена Государственной премии СССР за выдающиеся достижения в труде 1982 года.
Живёт в Мендыкаринском районе Костанайской области.

## Награды
- Орден Ленина
- Орден Трудового Красного Знамени
- Орден Знак Почёта
- Орден Курмет (1996)